# Barney Stinson
Barney Stinson az Így jártam anyátokkal című sorozat egyik főszereplője, amelyet Carter Bays és Craig Thomas talált ki az amerikai CBS csatorna számára. Barneyt Neil Patrick Harris játssza, magyar hangja Markovics Tamás.
A karakter eredetileg mellékszereplőnek indult, azonban olyan jó volt a fogadtatása, hogy a sorozat előrehaladtával sokkal inkább középpontba került, mint az eredeti főszereplő Ted Mosby. Sokan úgy gondolják, hogy a sorozat főként őmiatta sikeres.
|  | Alább a cselekmény részletei következnek! |

## Szerepe a sorozatban
Harrist a meghallgatásra Megan Branman hívta meg, aki a castingért felelt a sorozatnál. Harris azt hitte, csak azért hívta meg Branman, mert barátok, és nem hitte, hogy esélye lesz a szerepre. A meghallgatásán egy laser tag-jelenetben egy ugrást kellett előadnia, ahol véletlenül beleütközött egy székbe, majd a falnak verődött. A CBS kollégái élvezték a teljesítményét, és hamar megkapta a szerepet. Harris később azt nyilatkozta, hogy mivel egyáltalán nem tartotta magát esélyesnek, nem törődött a dologgal annyira, ezért felszabadultabban mehetett a meghallgatásra.

## A karakter
Barney Stinson az egyik az öt főszereplő közül az Így jártam anyátokkal című sorozatban. A harmincas évei elején jár, majdnem mindig öltönyt hord, hatalmas nőcsábász, szereti az apakomplexusos lányokat, és szívesen osztja meg másokkal a (néha álszent) véleményét. Ellentétben a legjobb barátjával, Ted Mosbyval, aki csak várja a Nagy Őt, Barney sok stratégiát kidolgoz, hogy minél több nővel feküdjön le, ebben Tednek is igyekszik minél inkább segíteni. A sorozat néhány évadján keresztül a főszereplők közül négyen is kapcsolatban éltek, ahogy Ted elkezdett járni Robinnal, és Ted lakótársa Marshall eljegyezte (majd később el is vette) Lily Aldrint. Ezáltal Barney lett az egyedüli szingli karakter, és ezért – Neil Patrick Harris elmondása szerint – Barney neheztelt rájuk.
Barney, csakúgy, mint Harris, bűvészkedik. Kedvenc trükkjei azok, melyben tüzeskedhet, ezt azonban a barátai nem szeretik. A varázslatokat általában csajozásra használja, azonban sokkal jobban szeret hazugságokkal közelebb férkőzni egy lányhoz (pl. hogy egy híres baseball-játékos, vagy pilóta, esetleg épp a haditengerészettel utazik el). A legtöbb csajozási technikáját a saját maga által írt Taktikai Könyvében írja le, köztük olyanokkal, melyek közül sok jelmezt vagy jelentős kiadásokat is igényel.
Barney meglehetősen tehetséges, remek szónok, eszes és kreatív. Több nyelven beszél, köztük ukránul (bár igazából oroszul szólal meg), mandarinul, japánul és koreaiul. Ért a honlapkészítéshez, nem hétköznapi videókészítői képessége is van, az egész videó-önéletrajzát egyedül készítette. Tedhez és Marshallhoz hasonlóan ő is remek zongorista. Remek emberismerő (pl. egy nőről ránézésre megmondja, hogy mikor szexelt utoljára), többek között ezt használja fel az emberek manipulálásához és leginkább a nők elhódításához.
Több epizódban is kiderül Barney "különleges képességei" közül egy-egy: egy nap edzés nélkül le tudta futni a maratont (bár ez inkább mentális erő kérdése volt, hiszen a lábai a célbaérés után a metrón egyből lezsibbadnak), át tud ütni a falakon, több mint 12 percig a víz alatt tud maradni, illetve pontosan meg tudja mondani a Mennyi az annyi?-ban a kirakat értékét. Emellett remek késdobáló-zsonglőr és profi teppanjaki-séf, valamint szinte lehetetlen róla rossz képet készíteni.
Mindezek ellenére olyan alapvető képességei hiányoznak, mint az autóvezetés, a csavarhúzó-használat, és bár később kiderül, hogy az előbbit időközben megtanulta, megpróbálja bebizonyítani, hogy ki tud bújni a gyorshajtás-büntetés alól – sikertelenül.

### Gyermekkora és családja
Barney 1976-ban született, és Staten Islanden, Port Richmondban nevelte fel az anyja, Loretta, aki mint kiderül, elég könnyűvérű volt a gyerekei születése körül. Barney féltestvére James fekete, így mindkettőjük apjának kiléte nagyon sokáig rejtély volt. Anyjuk több hazugsággal is próbálta eltitkolni valódi apjukat (pl. egyszer azt válaszolja, hogy azért másszínűek, mert James születésekor csoki-, Barney születésekor pedig vaníliafagyit evett). Anyja egyszer elmondja az "igazat" Barneynak, mégpedig, hogy Bob Barker, a Mennyi az annyi? című műsor házigazdája az apja. Barney ebben a tudatban él nagyon sokáig, egyszer pedig úgy dönt, hogy közli Bob Barkerrel a hírt élő adásban, de az utolsó pillanatban végül meghátrál. Gyerekként Barney nagyon gyenge volt a sportokban, sokszor láthatjuk, hogy nem sok barátja volt (egyszer pl. senki nem ment el a szülinapi bulijára). Lily egyszer felfedi, hogy Barney hegedűművész szeretett volna lenni.
A Természettörténet című részben kiderül, hogy egy Jerome Whittaker nevű ember – akiről Barney úgy tudta, hogy a nagybátyja – a Barney okozta károk miatt kiállított űrlapon az "apa" rubrikát jelöli be. Barney megkéri Robint (aki ott volt vele, mikor ez kiderül), hogy ezt ne árulja el senkinek. Később végül Barney találkozik az apjával, azonban egyáltalán nem ilyen emberre emlékezett a gyerekkorából. A bulizós, szabadszellemű apából egy kisvárosi vezetésoktató lett, emiatt Barney nagyot csalódik, de jobban fáj neki, hogy a férfi miért hagyta el gyerekkorában. És bár ekkor Barney elutasítja, hogy Jerry része legyen az életének, később megfogadja a tanácsát, hogy öregkorára be kell, hogy nőjön a feje, és meg kell állapodnia.

### Az első rész előtt
Egy alkalommal kiderül, hogy Barney 23 éves korában még ártatlan, idealista ember volt, és párjával, Shannonnal azt tervezték, hogy csatlakoznak a békehadtesthez. Miután azonban indulás előtt Shannon elhagyja őt egy öltönyös nőcsábász miatt, a szűz Barneyt az "akkor még nem meleg" James elvitte Sonda "Pasiavató" French-hez. Az együttlét után Sonda elhiteti Barneyval, hogy nagyon jó volt az ágyban, és ezáltal válik a mai öltönyös nőcsábásszá. Egy későbbi epizódban elmesél a barátainak egy történetet, miszerint a Stinson családot egy szörnyű átok sújtja: 1807-ben Moszkvában Barney őse, Barnovszki boldog házasságban élt a feleségével, mígnem egyszer elütött egy öreg cigányasszonyt, aki valójában boszorkány volt. A boszorkány megátkozta a családot, miszerint minden Stinson férfinak kanosnak kell lennie az idők végezetéig, amelyet egy szexuális kielégülés sem csillapíthat. Barney ezzel próbálja magyarázni mérhetetlen kéjsóvárgásának okát a nők után. (Érdekes, hogy a történet a Robinnal való esküvőjük előtt meséli el, és hogy az átkot csak Barney öccse James tudta megtörni azzal, hogy megállapodott. Állítása szerint, Barney ezért hisz a házasságban.)

### Munkája
Barneyról tulajdonképpen senki sem tudja, hogy pontosan mit dolgozik, és honnan van az a rengeteg pénze, amiből például két falnyi tévéje, egy hatalmas, modern lakása és pl. egy rohamosztagos-jelmeze is van. Amikor erre valaki rákérdez, akkor általában "Kérlek"-kel válaszol. Az AltruCell nevű cégnél, ahol eleinte dolgozik – nyilvánosan úgy tudni, hogy a teniszlabdák borítását gyártják (azonban Ted szerint sokkal több bevételt termelnek fakitermeléssel, olajfúrással, kézifegyverekkel, dohánytermesztéssel és rakétagyártással) – Barney szerint Marshall többet kereshetne 3 hónap alatt, mint Lilyvel közösen egy év alatt, ugyanis annyi peres ügyük van.
A negyedik évad elején a Góliát Nemzeti Bank (GNB) egy véres akvizíció során beolvasztja magába a korábbi cégét, azonban Barney itt is a vezetőségben valahol – továbbra sem tudni, hogy pontosan hol – dolgozik, és továbbra is azt az irodát használja, amit az első évadban. Olykor láthatjuk munka közben (például jelen van egy konferencián, ahol csak unatkozik, és sms-eket írogat a telefonjával, vagy úgy tűnik, mintha egyik ügyfelével beszélne telefonon, de valójában egy csajt próbál megfűzni). Egy részben azzal magyarázza, hogy ritkán dolgozik, hogy felveszi a hangját egy üzenetrögzítőre, amin úgy hangzik, mintha dolgozna, de valójában bent sincs az irodában, és ezzel veri át a főnökeit (egy alkalommal Marshall-t is átveri, ilyen módon). Egyszer megemlíti, hogy lehet, hogy valamikor fogak és ujjlenyomatok nélkül fog partra sodródni, és valószínűleg egyszer őmiatta (is) jelentek meg nindzsák a munkahelyén.
A kilencedik évad végén lepleződik Barney igazi munkája: valójában álcázott FBI ügynök a GNB-nél. Barney-t ugyanis, miután elhagyta az első barátnője Shannon (és aki miatt Barney mai önmaga lett) állásért jelentkezett a Góliát Nemzeti Bank-nál (ez már az első évadban is kiderül.) A kilencedik évadban elmondja, hogy GNB akkori főnöke Greg volt, ugyanaz az ember, aki miatt Shannon elhagyta Barneyt. Mivel Barneynak semmilyen munkaügyi tapasztalata nem volt, így Greg egy jövedelmező állásajánlatot tett neki a GNB-nél; az ő feladata aláírni, minden jogilag nem teljesen legális dokumentumot, amit a KÉRLEK szóval kell palástolnia. A kérlek valójában betűszó (PLEASE – Provide Legal Exculpation And Sign Everything (magyarul, jogi felelősséget átvállalni, másokat felmenteni és mindent aláírni - a betűszó elemeit a magyar szinkronhoz hivatalosan úgy fordították K. É. R. L. E. K. - Kussolsz és Rendre Legalizálsz Egész Kalózakciókat)), Barney a korábbi évadok során többször felelte a barátai kérdésére, azzal kapcsolatban, mi a munkája, a kérlek szót. Kezdetben ennyi derül ki Barney igazi állásáról. Két hónappal a Robinnal való esküvőjük után, derül fény FBI-os kilétére, amikor a GNB-t, Barney fellépésére bezárják, Greget pedig letartóztatják. Barney szerint, ez volt a bosszúja Greg felé, amiért lenyúlta a barátnőjét.

### Kapcsolatai
Barney a harmadik évadban lefeküdt Robinnal, ami után gyengéd érzései támadtak a lány iránt, majd egy évnyi szerelmi szenvedés után a negyedik évad végén összejönnek. Egész nyáron, majd még egy darabig együtt vannak, azonban mivel kapcsolatuk közben mindketten nagyon elhanyagolják magukat, szakítanak. Ezután Barney egy darabig újra nem jár senkivel, majd találkozik Robin egyik munkatársával, Norával, aki egyből felkelti az érdeklődését. Egy ideig próbálja tagadni, hogy komolyabban érdekelné a lány, azonban hamar összejönnek. Nora meg akar állapodni, gyerekeket szeretne, Barney azt hazudja, hogy ő is ezt szeretné, csak hogy a nő lefeküdjön vele, emiatt Nora szakít vele. Később Barney rájön, hogy tényleg meg akar állapodni, de ezt nem képes elmondani a lánynak. A hatodik évad utolsó részében Barney és Robin összefut Norával, így elhívja egy kávéra. Robin ekkor rájön, hogy valószínűleg szerelmes Barneyba.
Kiderül, hogy az az esküvő, melyen Ted megismeri majd jövendőbeli feleségét, az Barney esküvője lesz (egy ekkor még ismeretlen nővel), valamikor a jövőben.
Később, a hetedik évadban Nora felhívja Barneyt, hogy találkozzanak, ezt Barney az érzéseivel küszködő Robin segítségével elfogadja. A randin Nora megkéri Barneyt, hogy mondjon el minden hazugságot, amit valaha nőszerzésre használt. A beszámoló végén Nora ott akarja hagyni őt, de Barney bebizonyítja, hogy képes megváltozni, hogy együtt lehessenek. Ezután járnak egy ideig, de egy éjjel Barney megcsalja Norát Robinnal (aki szintén megcsalja barátját, Kevint), és mivel a vallomásnál nem képes azt hazudni, hogy nem jelentett semmit az éjszaka, szakítanak. Robin azonban úgy dönt, nem szakít Kevinnel, emiatt Barneynak összetörik a szíve. Hamarosan Robin úgy gondolja, hogy terhes, de mivel még nem feküdtek le Kevinnel, csak Barney lehet az apa. Később azonban kiderül, hogy téves riasztás volt, sőt, Robinnak egyáltalán nem lehet gyereke.
Barney hamarosan találkozik Quinn-nel, egy sztriptíztáncosnővel, majd hamarosan csak róla tud beszélni, ekkor rájön, hogy kedveli őt. Barney eleinte nem tudja, hogy a nő sztriptíztáncos, mivel – bár rengetegszer járt korábban abban a klubban – nem ismeri fel, azonban mikor újra ellátogat oda, meglátja Quinnt (művésznevén Karmát) a színpadon. Ennek ellenére Barney továbbra is jobban meg szeretné ismerni Quinnt, és bár úgy tűnik, hogy a nő csak kihasználja Barneyt, összejönnek. A csapat is eleinte szkeptikus ezzel kapcsolatban, de ők is rájönnek, hogy tökéletesek egymásnak. Mikor már járnak egy ideje, Barney felajánl egy állást Quinn-nek a GNB-nél, csak hogy a lány abbahagyja a vetkőzést, azonban a nő csak akkor hajlandó abbahagyni, ha férjhez megy. Végül összeköltöznek, és úgy tervezik, hogy Hawaiira mennek, azonban a repülőtéren egy különös csomagot találnak Barneynál, ami miatt nem engedik fel őket a gépre. Kiderül, hogy a csomag egy trükk része, melynek végén Barney megkéri Quinn kezét.
Az évad utolsó jelenetében újra Barney jövőbeli esküvőjét látjuk, azonban a menyasszony az eljegyzés ellenére nem Quinn, hanem Robin. A sorozat teljes kilencedik évada az ő esküvőjükről szól, melyre 2013-ban kerül sor. Három év múlva azonban elválnak, mert az életritmusuk nagyon nem illett egymáshoz. Barney, aki úgy véli, hogy ha Robinnal nem sikerült, akkor senki mással nem fog, és visszatér korábbi életmódjához. Ennek keretében megcsinálja a "tökéletes hónapot", azaz lefekszik 31 különböző nővel egy hónapon belül. Az egyikük azonban teherbe esik, amitől Barney bepánikol. Amikor aztán megszületik a kislánya, Ellie, teljesen megváltozik, és mintaapa lesz.
Barney az "Így jártam apátokkal" cím spin-off sorozatban is szerepet kap, amikor Sophie Tompkins belehajt az autójába. Barney hosszasan beszélget vele, és még tanácsot is ad neki az elköteleződési problémáival kapcsolatosan.

### Jelleme, tulajdonságai
Barney néha erősen megalkuvó és manipulatív, igyekszik úgy alakítani a helyzeteket, hogy azok mindig az ő malmára hajtsák a vizet. Általában versengő típus, imád (néha nagyon furcsa) "kihívásokat" elfogadni, vagy teremteni, hogy bebizonyítsa a saját igazát. Nagyon büszke és makacs, a végletekig kiáll a véleménye mellett. Sokszor nagyon naiv, például fenntartás nélkül még mindig elhiszi anyja rengeteg hazugságát, köztük, hogy Bob Barker az apja.
Nagyon hazafias, lenézi a külföldieket, a nem amerikai dolgokat, különösen szereti kinevetni Kanadát és a kanadai embereket, köztük barátját, Robint is, bár később kiderül, hogy negyedrészt ő is kanadai. Gyakran vásárol drága dolgokat – pl. last-minute repülőjegyet San Franciscóba, több ezer dollárnyi postai bélyeget, vagy két tévét csak azért, hogy dühében összetörje őket – a pillanat hevében.
Valamennyire talán metroszexuális is, pl. gyantázza a mellkasát, örömmel jár manikűröshöz, kitűnően ismeri a különböző (főleg öltönyökhöz kapcsolódó) márkákat, azok anyagát, a luxusételeket. Ezen kívül úgy tűnik, hogy játékszenvedélye is van, örömmel fogad sporteseményekre akár több száz, ezer dollárokban is, vagy vitákban is előfordul, hogy fogadással szeretné eldönteni.
Mindezek ellenére igazi jó barát, Tedet legjobb barátjának tartja (bár ő mindig kijavítja, hogy az ő legjobb barátja Marshall), Marshall-lal is nagyon jó barátok, illetve a lányokkal is. Robinnal is szeret sok időt tölteni, mivel Robin szinte fiúként lett nevelve, így ő is szereti a scotchot, a szivarokat és – Teddel ellentétben – Barney kedvéért még akár ki is öltözik. Lilyvel a kapcsolata egy jó fiú–lánytestvér-szerű viszony, többször ugratják egymást. Bár tudja, hogy Lily nem tud titkot tartani, több titkát is csak neki mondja el (pl. hogy szereti Robint), Lily érzi, hogy a külső ellenére Barney mélyen egy nagyon is érző ember. Tedet és Marshallt Tesóinak tartja, mindig a – állítása szerint nem ő általa írt – Tesó Kódex alapján cselekszik. Éppen ezért (is) érez bűntudatot, mikor Ted exével, Robinnal fekszik le a harmadik évadban, mert a Kódex szerint ezt nem lehet.
Ezek mellett pl. úgy gondolja, hogy Marshall és Lily tökéletesek egymásnak, ezért (annak ellenére, hogy folyton látni szeretné Lily melleit, amiket többször elképzelt, és Lily elmondása szerint tökéletesen le is rajzol) ő hozza őket újra össze, amikor Lily San Franciscóba megy és elhagyja Marshallt. Megakadályozza, hogy Marshall más nőkkel feküdjön le Lily távolléte alatt, illetve maga megy el Lily után, hogy visszahívja New Yorkba, még repülőjegyet is vesz neki.
Egyes rajongói elméletek szerint Barney a valóságban közel sem bírt annyi negatív tulajdonsággal, mint amennyit bemutattak a sorozatban, mindössze arról van szó, hogy a cselekményt narráló 2030-as Ted Mosby féltékeny rá, elsősorban Robin miatt, és a meséjében szándékosan próbálta meg dehonesztálni Barneyt a gyerekei előtt.

## Szokásai, mondásai
Már egyből az első részben elhangzik Barney leggyakoribb mondata, az "Öltözz ki!", ezzel felszólítva a másikat, hogy vegyen ő is öltönyt, csakúgy mint ő maga. A mondat egy röplapról származik, ami a Shannonnal való szakítás után kerül a kezébe, és ennek hatására öltözik ki ő is. Az "Öltözz ki!"-nek több formája is előfordul attól függően, hogy Barney milyen viseletre szólít fel, pl. "Öltözz hóra!", amikor iglut akar építeni a parkban, vagy "Öltözz gépre!", amikor halloweenkor pilótának akarja öltöztetni Tedet. A "Szingliszellem" című részben azt mondja, hogy James-szel azért öltöznek ki mindig, hogy "megmutassák a népnek, hogy mások, mint a pólós-farmeres lemmingek milliói". A "Nők versus Öltönyök" című részben Barney előad egy musical-számot arról, hogy mennyire szereti az öltönyöket.
Barney ezen kívül nagyon sokszor használja a "fergeteges" szót, amit legtöbbször akkor mond, amikor valami őrült ötlete támad, amit azonnal meg kell csinálniuk. Szeret hosszú szavakat, vagy mondatokat a "Most figyelj!" kifejezéssel megszakítani (pl. "Ferge... – most figyelj! – ...teges!"). A második évad végén például megint elkezdi ezt a fordulatot, a végét azonban csak a harmadik évad elején látjuk. Marshall és Lily első fiának középső nevét is Barney adja: Marvin Mostfigyelj Eriksen. A Robinnal való esküvőjük előtt azonban már nem használja a "most figyelj"-tet, mivel állítása szerint, Robin a felesége lesz, többé nem kell másra figyelnie. Ezzel arra céloz, hogy mennyire szereti Robint.
Csajozási szokásaihoz hozzátartozik egy szárnysegéd használata, aki egy jó barát (legtöbbször Tedé a megtisztelő feladat), és igazolja a másik összes kamu történetét, hogy így segítsen neki felszedni a célszemélyt. Barney Ted önjelölt szárnysegédjeként többször próbál segíteni Tednek, a beszélgetést legtöbbször az "Iiiiiismered Tedet?" mondattal kezdi, majd otthagyja őket. Többek között Ted így ismeri meg Robint.
Sokszor mondja, hogy "Megjött apuci!", ha olyan helyre lép be, ahol sok nő van (és ezzel utal arra, hogy főleg az apakomplexusos lányok a célpontok). Barney a sorozat folyamán rengeteg olyan "történelmi tényt" vagy olyan eseményt oszt meg a többiekkel, melyek igazságtartalma erősen kérdéses, esetleg a saját királyságát bizonyítják, ezért ezeket, hogy a történetet hitelesítse, általában a "Bezony." vagy az "Így történt." mondatokkal zárja le. Barney gyakran készít statisztikákat is, hogy bizonyítsa az igazát, ekkor rendszeresen használja a 83-as számot..
De komolyan. Jézus kezdte ezt az egész, "várj három napot"-dolgot. Három napot várt a feltámadással, és jól tette. Hogyha csak egy napot várt volna, sokan még azt sem tudták volna, hogy meghalt. Kérdezték volna, hogy "Hé, Jézus, mizújs?", erre ő azt mondta volna, hogy "Mizújs? Tegnap keresztre feszítettek.". Erre az emberek: "Hát haver, nekem elég élőnek tűnsz.", erre Jézus magyarázkodhatott volna, hogy azóta feltámadt, meg hogy csoda történt, erre az emberek meg azt mondják, hogy "Oké, Tesó, hát ha te mondod. Ó.". [...] És szombaton sem támadhatott még fel, aznap sok a munka; a házban, a fonóban, a borbélynál. Nem. Annyi napot várt, amennyit várnia kellett. Hármat. [...] Vasárnap volt! A templomok tele voltak, az emberek azt mondják, hogy "Jaj, neee, Jézus halott.". És akkor kivágódik a hátsó ajtó, átfut a padsorok között, mindenki le van döbbenve. Ja, egyébként ekkor találta ki a pacsit. Három nap, Ted. Három napot várunk, mielőtt felhívunk egy nőt, mert Jézus azt akarja, hogy pontosan ennyit várjunk. Szent igaz.
Barney nagyon egoista, a sorozat folyamán szinte minden részben elmondja, hogy milyen királynak tartja magát és az életét, illetve milyen királyságos dolgokat csinál. Például "Én ha szomorú leszek, dobom a szomorúságot, és inkább király vagyok... Bezony." vagy "Ha úgy érzem, kezdek beteg lenni, dobom a betegséget, és helyette inkább király vagyok... Bezony." vagy "Kutya bajom, csak az orromon csordul túl a királyság, és ki kellett fújnom.". Sokszor vékony, magas hangon fejez be szavakat.
Ha valami vicceset mond, sokszor kér pacsit (ötöst), melynek a szituációtól függően szintén számos változata van, pl. "telepacsi", "kimerevített pacsi", "visszaesős pacsi", "önpacsi", "gyászos pacsi", "elméleti pacsi". Még a hippi életében "csak kettest adhatott" (a béke jele), illetve Barney egy római kori történetében "Adj egy V-t!"-tel kértek ötöst az emberek. Ezek helyett sokszor előfordul, hogy "koccot" (ökölkoccintást) kér.
Barney rengetegszer megy bele különböző fogadásokba (amit legtöbbször senki se kér), ezeket az "Elfogadom a kihívást!" vagy a "Kihívás elfogadva!" mondatokkal nyugtázza, ekkor minden áron teljesíteni akarja a feladatot, melyet mások szerint lehetetlen megcsinálni. Ezek közül pár pl. amikor a Ted szerint lehetetlen "Murtaugh-listát" akarja végigcsinálni, vagy amikor úgy dönt, hogy overallban fog becsajozni, vagy amikor megpróbál úgy felszedni egy lányt, hogy csak kisfiúsan beszél.
Barney blogot ír, nagyon sokszor panaszkodik, hogy a többiek nem olvassák a blogját, pedig az egyre jobb és jobb. Amikor Don és Robin még nem jártak, Don megpróbálja bevetni Robinnál a "pucér pasit", amit egy "fickó blogján olvasott". A blog a CBS oldalán is fent volt, és minden epizód után frissült Barney aktuális posztjával.
| \| Angol \| Magyar \| \| Angol \| Magyar \| \| ---------------------- \| ------------------------------------------ \| \| ----------------- \| ---------------------- \| \| Awesome / Awesomeness \| Király / Királyság \| \| Legendary \| Fergeteges \| \| Challenge accepted! \| Elfogadom a kihívást! / Kihívás elfogadva! \| \| Suit up! \| Öltözz ki! \| \| Daddy's home! \| Megjött apuci! \| \| True story. \| Bezony. / Így történt. \| \| Fist bump \| Kocc \| \| Wait for It! \| Most figyelj! \| \| Haaaaaave you met Ted? \| Iiiiiismered Tedet? \| \| What up? / Wadup? \| Mizu? / Mizújs? \| \| High five \| Ötös / Pacsi \| \| Go for Barney! \| Barney hall téged! \| |                                            |  |                   |                        |
| Angol | Magyar                                     |  | Angol             | Magyar                 |
| Awesome / Awesomeness | Király / Királyság                         |  | Legendary         | Fergeteges             |
| Challenge accepted! | Elfogadom a kihívást! / Kihívás elfogadva! |  | Suit up!          | Öltözz ki!             |
| Daddy's home! | Megjött apuci!                             |  | True story.       | Bezony. / Így történt. |
| Fist bump | Kocc                                       |  | Wait for It!      | Most figyelj!          |
| Haaaaaave you met Ted? | Iiiiiismered Tedet?                        |  | What up? / Wadup? | Mizu? / Mizújs?        |
| High five | Ötös / Pacsi                               |  | Go for Barney!    | Barney hall téged!     |

|  | Itt a vége a cselekmény részletezésének! |

## Külső hivatkozások
- Barney blogja
- A Tesó Kódex már magyarul is megjelent
- Barney videó-életrajza Archiválva 2019. március 30-i dátummal a Wayback Machine-ben
- Barney videó-életrajza magyarul (teljes verzió). YouTube